# St. Georg (Villersbronn)

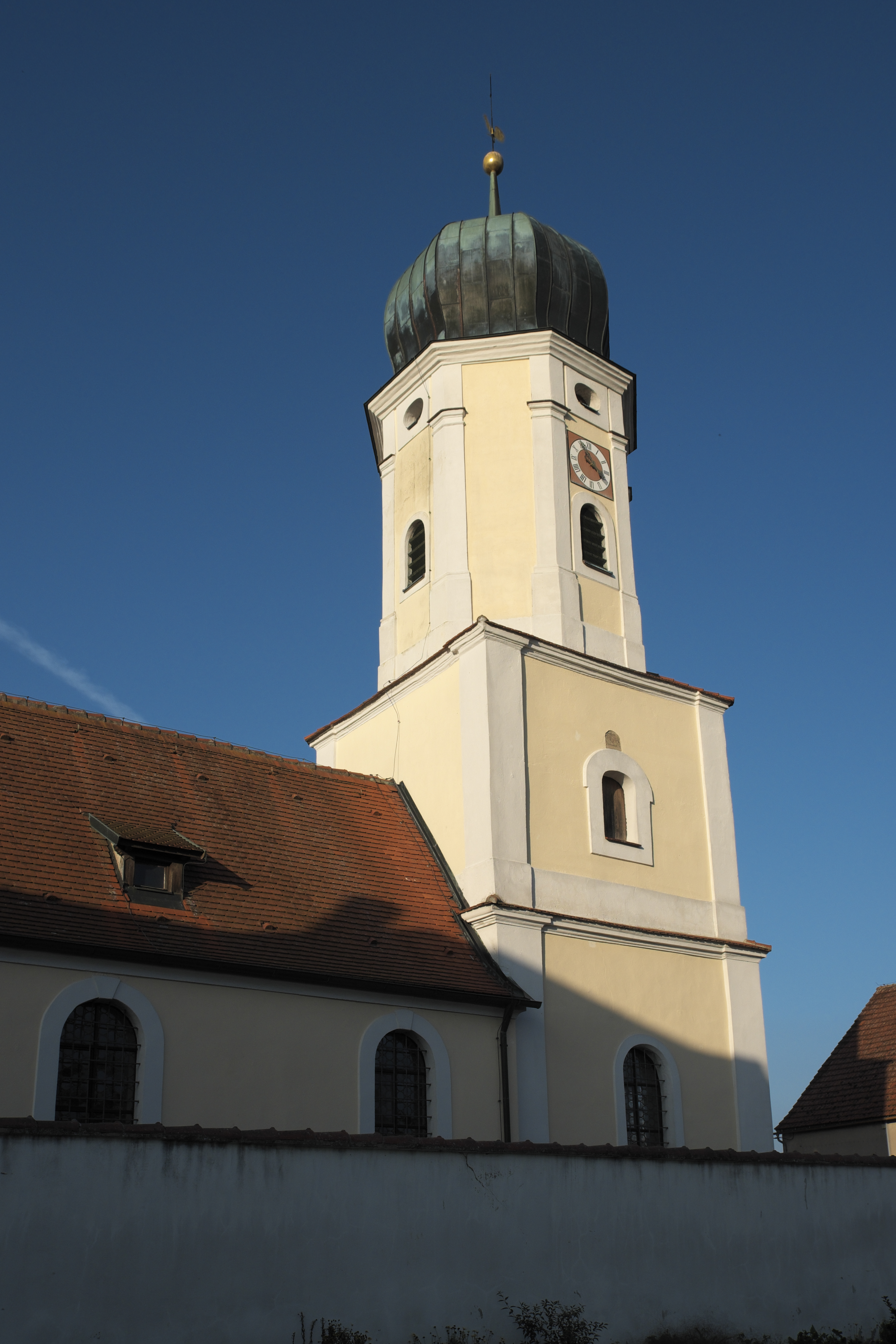
St. Georg (Villersbronn)

Die römisch-katholische, denkmalgeschützte Filialkirche St. Georg steht in Villersbronn, einem Gemeindeteil der Gemeinde Wilburgstetten im Landkreis Ansbach (Mittelfranken, Bayern). Die Kirche ist unter der Denkmalnummer D-5-71-224-24 als Baudenkmal in der Bayerischen Denkmalliste eingetragen. Die Kirchengemeinde gehört zum Dekanat Nördlingen des Bistums Augsburg.

## Beschreibung
Der Vorgängerbau wurde 1412–17 einschneidend verändert. Der Chorturm auf quadratischem Grundriss im Osten des Langhauses wurde 1705–08 erhöht. Sein oberstes achteckiges Geschoss, auf dem eine Zwiebelhaube sitzt, beherbergt die Turmuhr und den Glockenstuhl mit einer Kirchenglocke, die dem Einschmelzen im Zweiten Weltkrieg entging. Die Sakristei wurde nach Norden angefügt. 
Der Innenraum des Chors, d. h. das Erdgeschoss des Chorturms, ist mit einem Kreuzgewölbe überspannt, der des Langhauses mit einer Flachdecke. Zur Kirchenausstattung gehören der in der ersten Hälfte des 18. Jahrhunderts gebaute Altar und die um 1708 aufgestellte Kanzel. Eine Pietà stammt aus dem Jahr 1490. Eine erste Orgel wurde 1784 beschafft.